# Memorial de la Pau d'Hiroshima
El Memorial de la pau d'Hiroshima, habitualment conegut amb el nom de Cúpula de la Bomba Atòmica o 原爆ドーム (Genbaku Dōmu), a Hiroshima, Japó, és una de les restes que van quedar dempeus després del llançament de la primera bomba atòmica. Actualment, forma part del Parc del Memorial de la Pau d'Hiroshima i va ser designat Patrimoni de la Humanitat de la UNESCO el 1996. L'edifici serveix com a memorial commemoratiu de la gent que va morir durant el bombardeig atòmic d'Hiroshima el 6 d'agost, de 1945. Més de 70.000 persones van morir a l'instant, i altres 70.000 van patir lesions fatals per causa de la radiació.

## Història
L'edifici va ser dissenyat per l'arquitecte txec, Jan Letzel. Es va acabar el 1915 i fou anomenat Fira de mostres de la Prefectura d'Hiroshima. S'obria formalment al públic l'agost aquell any. El 1921 li fou canviat el nom a Oficina d'exposició de productes de la Prefectura d'Hiroshima, i una altra vegada el 1933, fou rebatejat com a Hall de promoció industrial de la Prefectura d'Hiroshima.

## Bombardeig atòmic

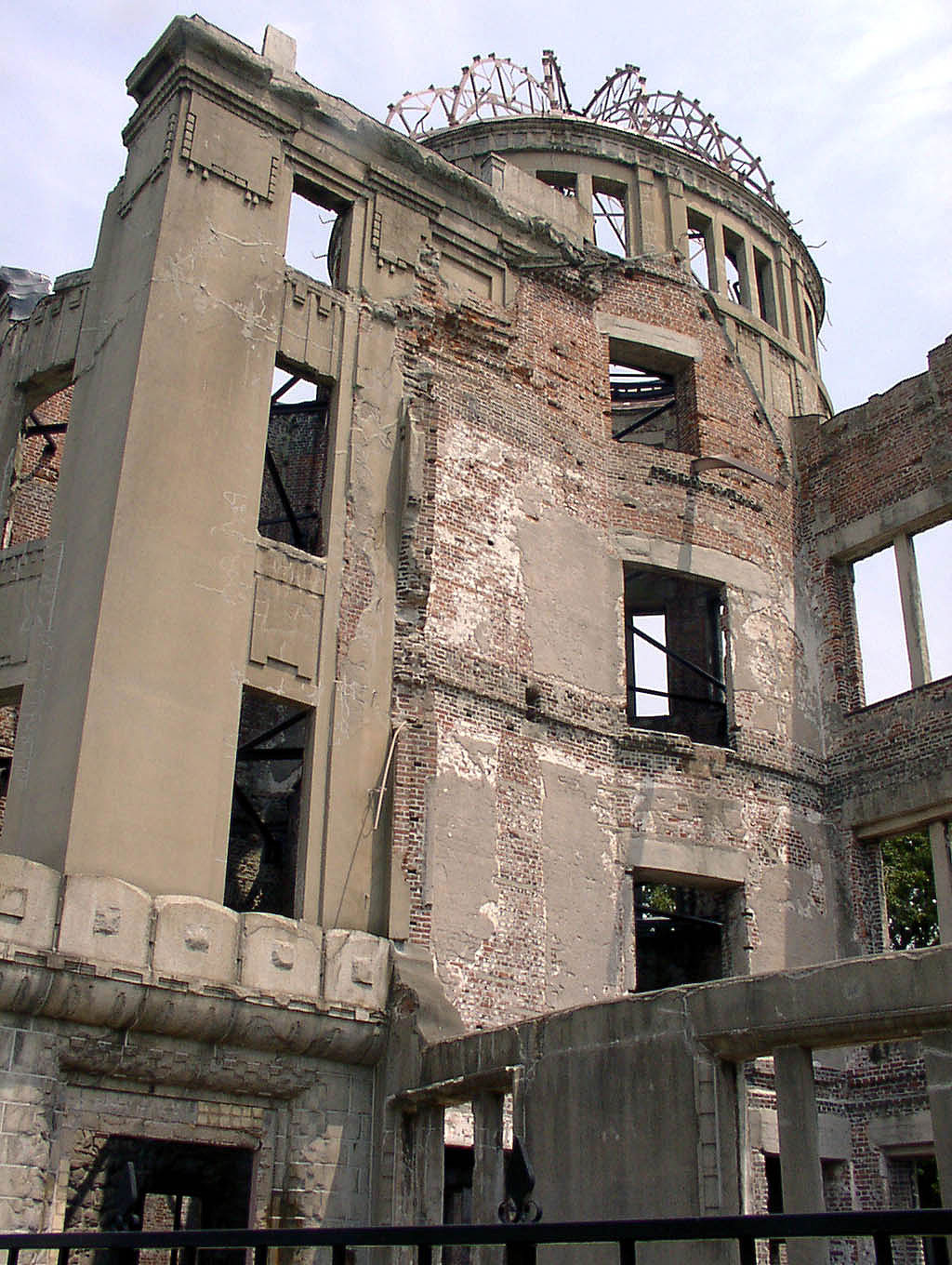
Primer pla de la cúpula

Havent perdut una mica l'objectiu original (el característic Pont Aioi en forma de "T"), a les 8:15 del 6 d'agost de 1945, la primera bomba nuclear que va ser utilitzada en una guerra, detonava gairebé directament al damunt de la cúpula (el centre de l'explosió es va situar 150 metres més enllà i 490 metres damunt del terreny).
Inicialment, La Cúpula Genbaku, originalment a prop de l'Hospital Shima, s'havia de demolir, junt amb la resta de les ruïnes, però el fet que estigués gairebé intacta va retardar aquests plans. Mentre Hiroshima es reconstruïa al voltant de la cúpula, la cúpula va esdevenir un tema de controvèrsia; alguns veïns la volien demolir, mentre altres volien conservar-la com un memorial commemoratiu del bombardeig.
El 1966, la ciutat d'Hiroshima va declarar que pretenia conservar la cúpula, ara ja anomenada "Cúpula de la bomba atòmica", indefinidament. Es van cercar fons localment i internacionalment. Fins avui, la Cúpula de la bomba atòmica ha sofert dos projectes de conservació.
El desembre de 1996 la Cúpula de la bomba atòmica va ser inclosa a la llista de Patrimoni Mundial de la Humanitat, prenent com a base la Convenció per a la Protecció del Patrimoni Cultural i Natural de la Humanitat. La Xina tenia reserves quant a la confirmació del memorial com a lloc de Patrimoni de la Humanitat i el delegat dels Estats Units al Comitè de Patrimoni de la Humanitat es va dissociar ell mateix de la decisió. La Xina citava la possibilitat que el monument podria ser usat per minimitzar el fet que els països de víctimes de l'agressió del Japó patissin les pèrdues de vides més elevades durant la guerra, mentre que els Estats Units afirmaven que el fet de tenir un memorial a un "lloc de guerra" ometria el context històric necessari.

## Panorama

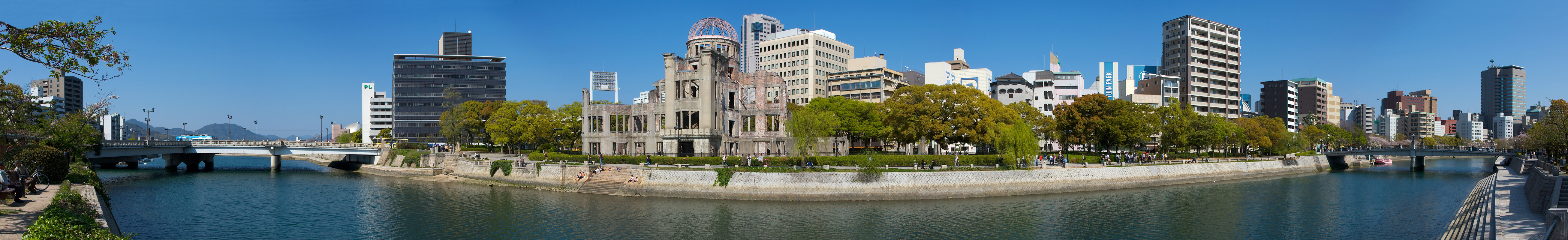
Vista de 180° del Parc Memorial de la Pau d'Hiroshima. La Cúpula Genbaku, la qual va romandre en peu després del bombardeig, es veu clarament al centre de la imatge. El blanc original era el pont Aioi, a l'esquerra de la foto.

## Galeria

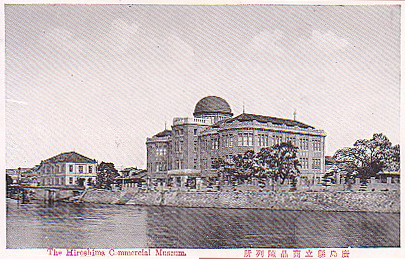
Recinte Firal de Productes en la seva forma original (foto feta en algun moment en 1921-33)
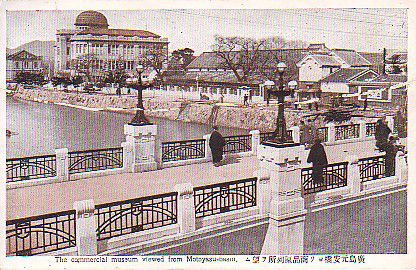
Recinte firal, vist des del Pont Motoyasu, durant el mateix temps.
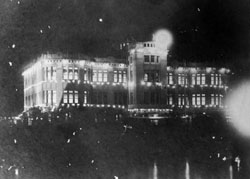
Fotografia nocturna feta en 1921.
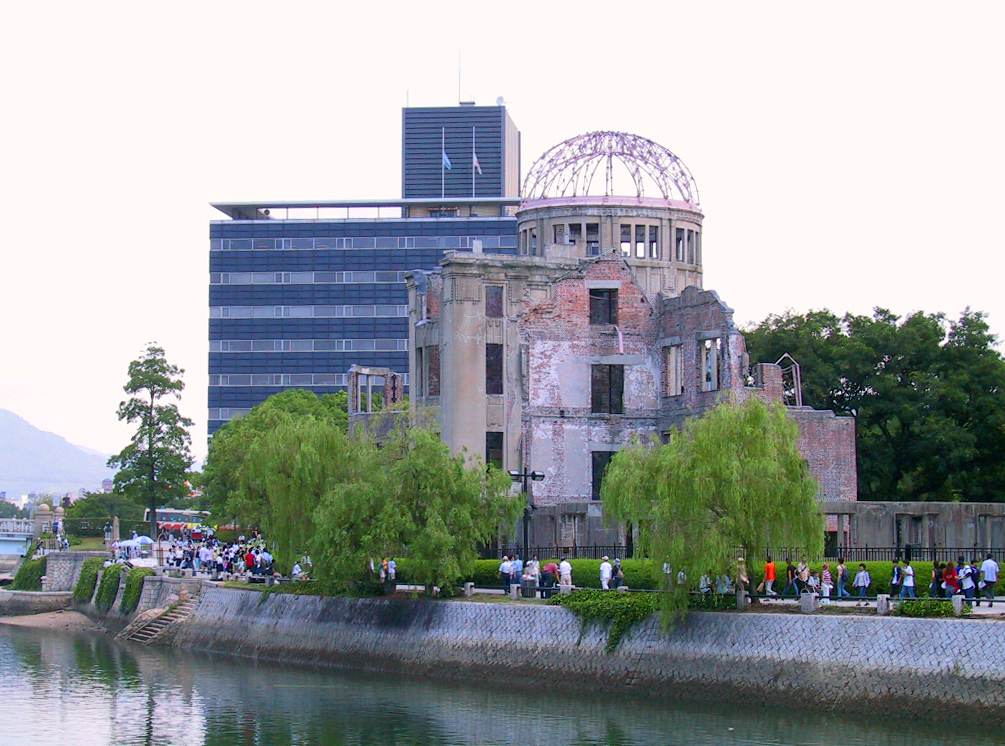
Ciutadans d'Hiroshima transiten pel memorial de la pau, de camí cap a la cerimònia de record, el 6 d'agost del 2004
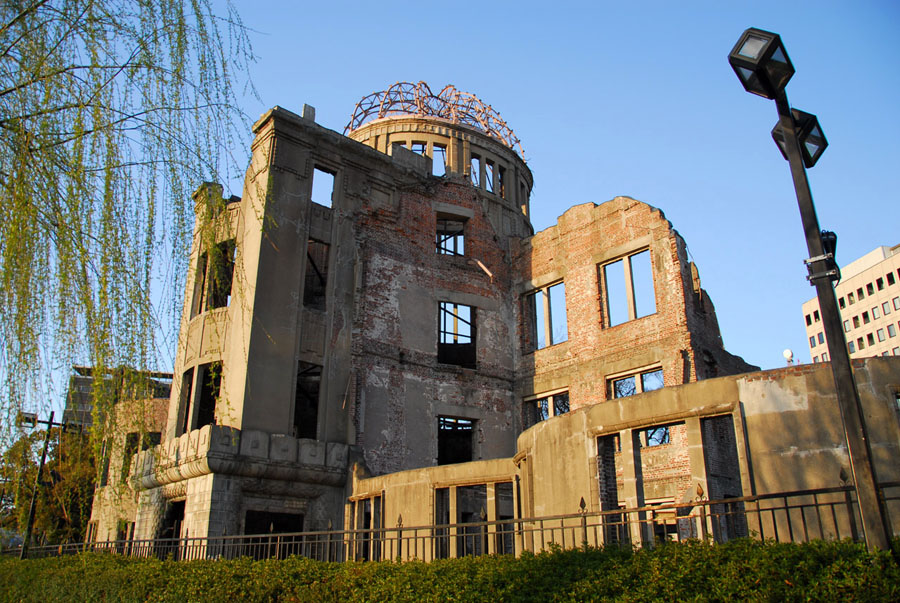
La cúpula. Foto presa des del cantó sud-oest.
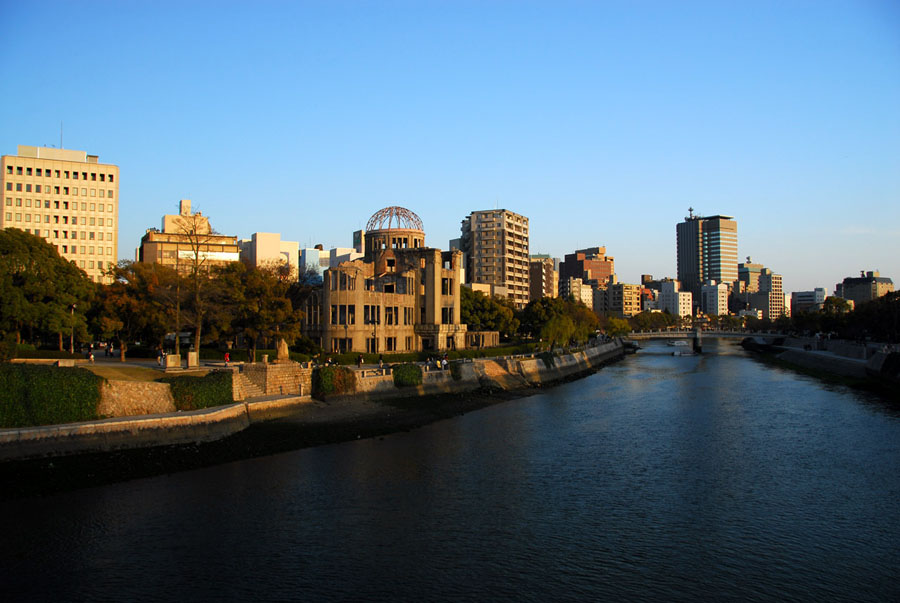
Vista distant de la cúpula; fotografia persa des del pont Aioi, objectiu original de la bomba.
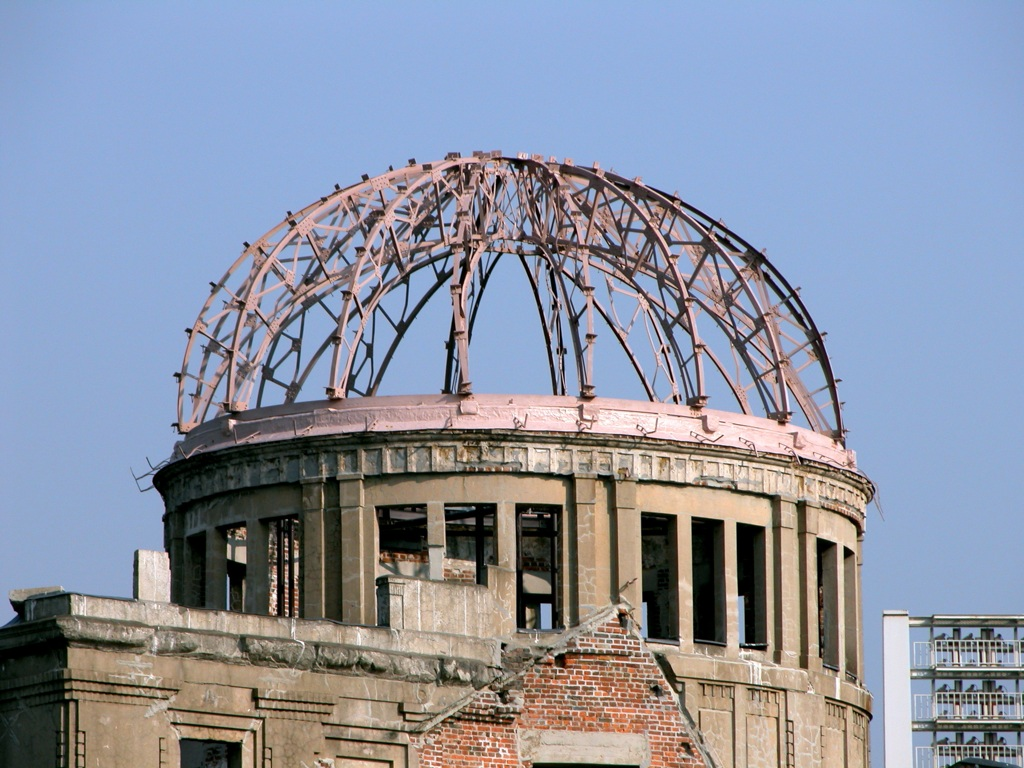
La cúpula de prop
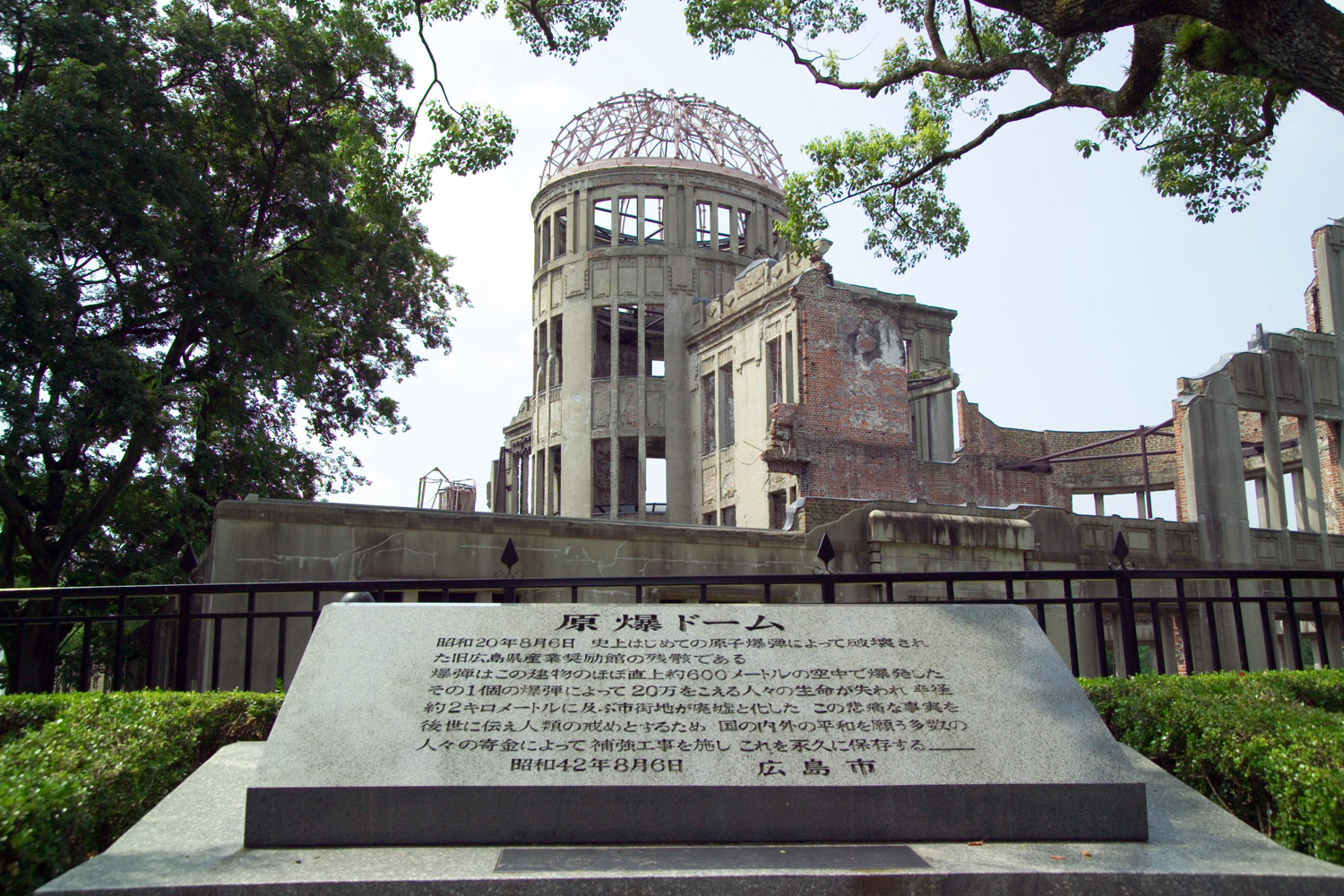
Cúpula amb placa
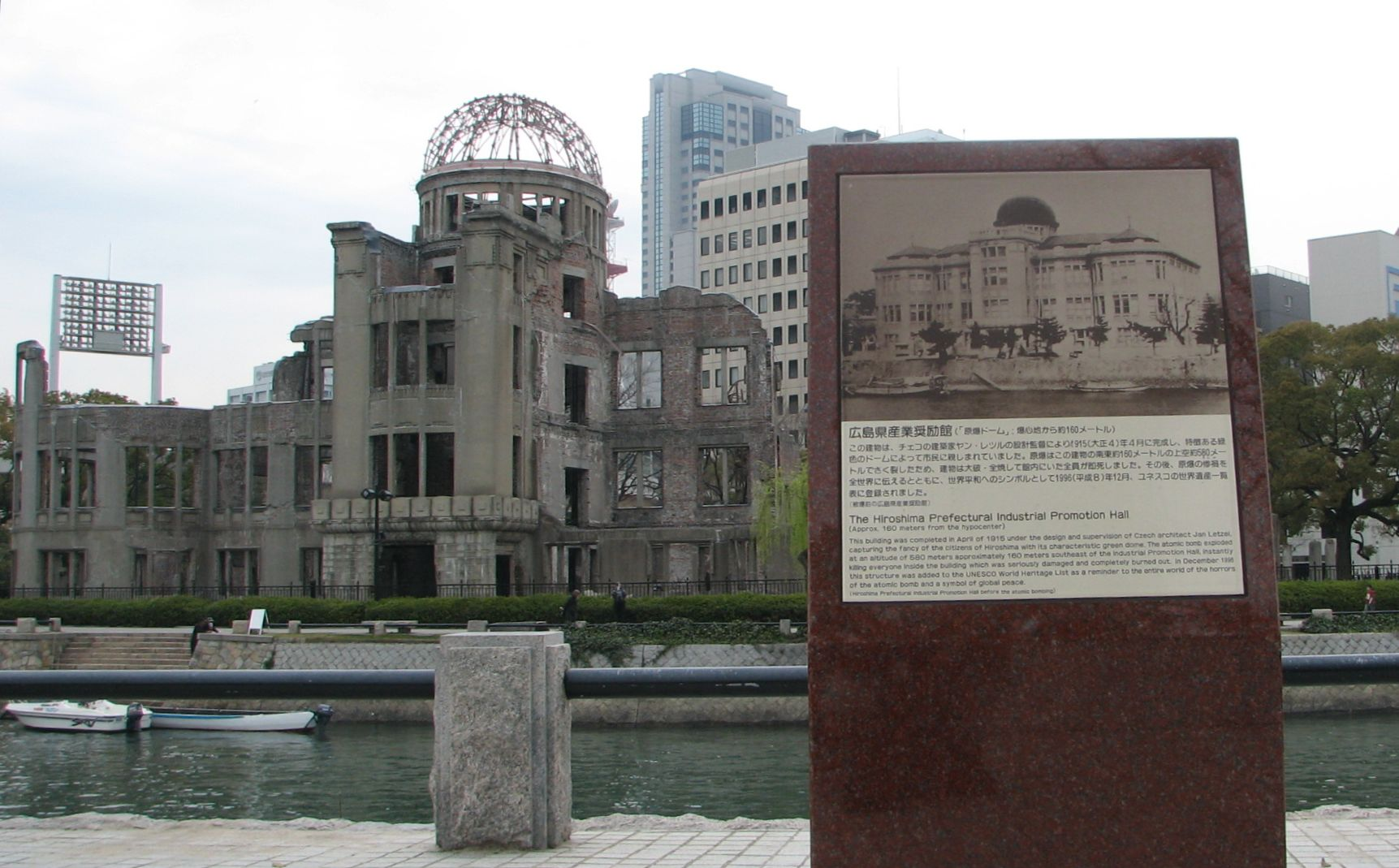
Cúpula de la pau, llavors i ara
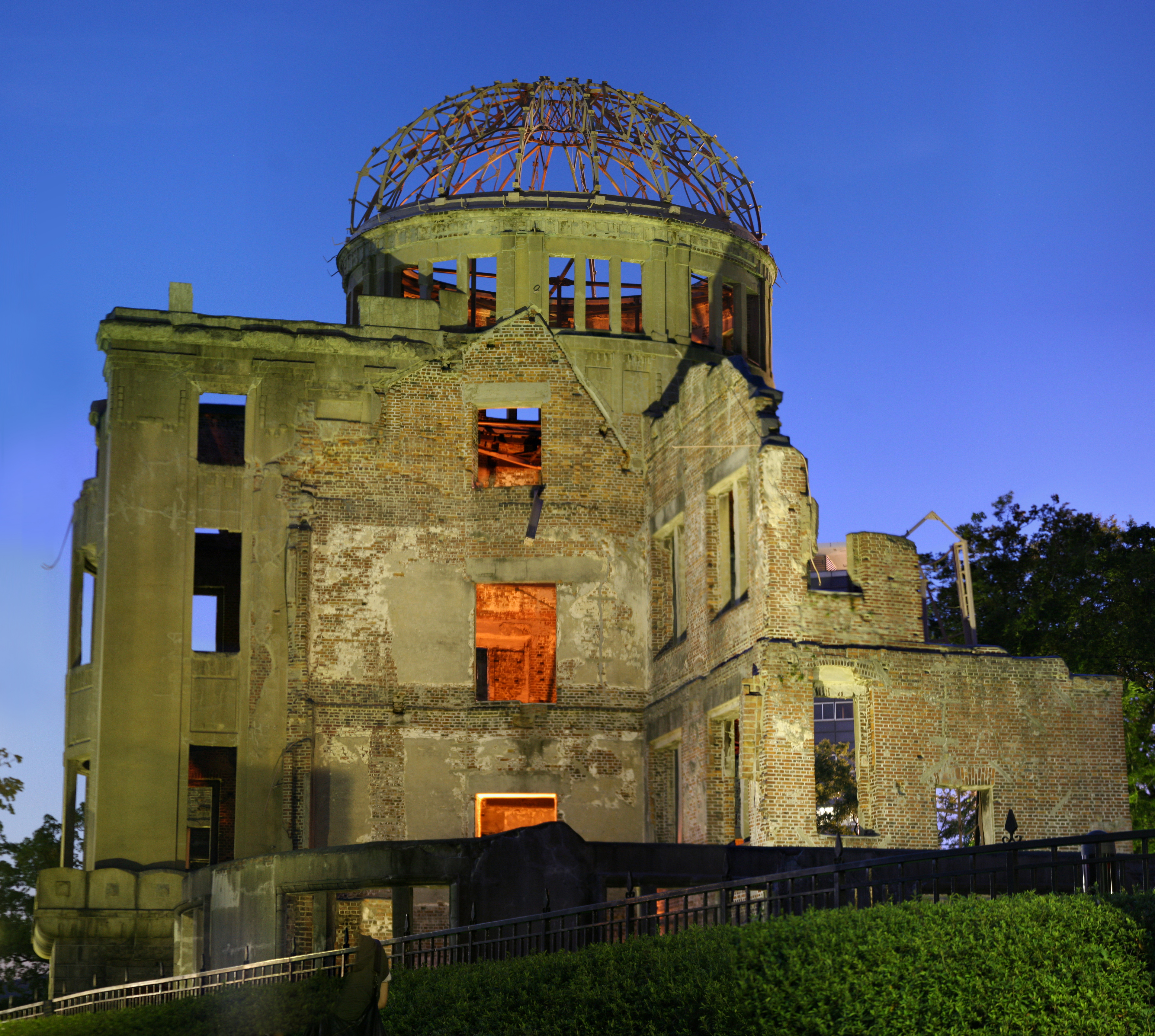
Cúpula de la Bomba atòmica el 2007
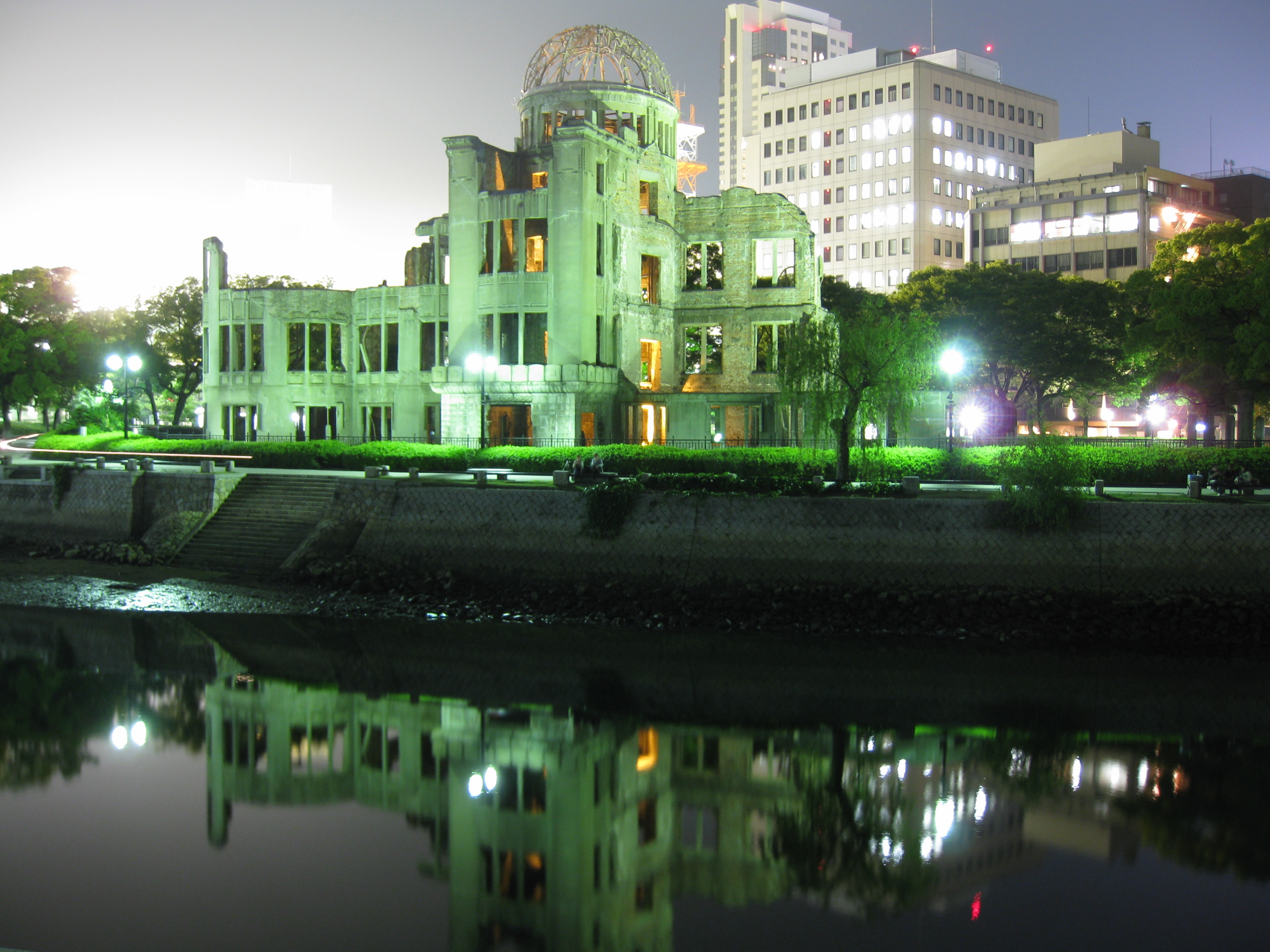
La Cúpula, de nit.
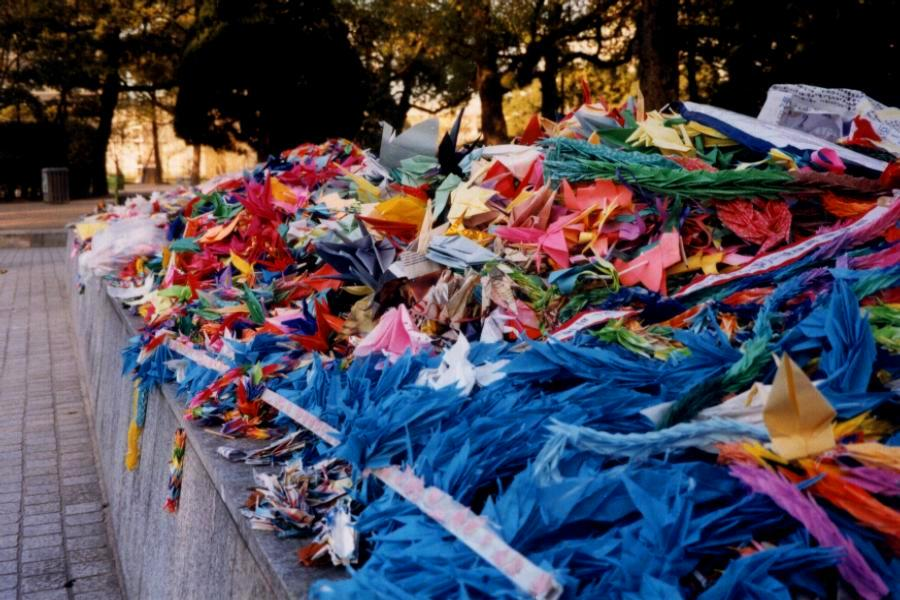
Origami